# GustoMSC PRD12,000
De PRD12,000 is een ontwerp van boorschepen van GustoMSC. Het is ontworpen voor waterdieptes tot 12.000 voet (3650 m). Het is uitgerust met een enkele boortoren en een dynamisch positioneringssysteem. Het is een kleiner ontwerp dan de oudere Gusto 10,000, met de Bully als kleinste variant en de Qdrill als grotere variant.

## PRD12,000-serie
| Type   | Naam           | Werf                                     | Jaar             | IMO-nummer |
| ------ | -------------- | ---------------------------------------- | ---------------- | ---------- |
| Bully  | Noble Bully I  | Shanghai Shipyard Company / Keppel, C073 | 1 september 2011 | 9538828    |
| Bully  | Noble Bully II | Shanghai Shipyard Company / Keppel, C074 | 14 december 2011 | 9538830    |
| Qdrill | Ondina         | EEP, EEP001                              | 2019             | 9673408    |
| Qdrill | Pituba         | EEP, EEP002                              | 2020             | 9673410    |
| Qdrill | Boipeba        | EEP, EEP003                              | 2018             | 9673422    |
| Qdrill | Interlagos     | EEP, EEP004                              | 2018             | 9673434    |
| Qdrill | Itapema        | EEP                                      | 2019             | 9673446    |
| Qdrill | Comandatuba    | EEP                                      | 2020             | 9673458    |
| Qdrill | Salinas        | ERG2                                     | 2017             | 9673472    |
| Qdrill | Cassino        | ERG2, ECX009                             | 2018             | 9673496    |
| Qdrill | Curumim        | ERG2, ECX010                             | 2019             | 9673484    |